# Horolodectes
Horolodectes sunae — доісторичний вид евтерових ссавців пізнього палеоцену з північної Альберти, Канада. Родова назва грецькою мовою означає «пісочний годинник, що кусає», прямо вказуючи на форму пісочного годинника його зубів. Horolodectes разом із трохи старшим родом Ferrequitherium належить до родини Horolodectidae

## Опис
Зубний ряд Horolodectes складається з гострих, розташованих позаду премолярів і порівняно примітивних молярів, які вказують на жувальний цикл, який складався головним чином із зсуву та, меншою мірою, горизонтального сточування